# 临盘街道
临盘街道，是中华人民共和国山東省德州市临邑县下辖的一个乡镇级行政单位。

## 行政区划
临盘街道下辖以下地区：
太平社区村、门刘社区村、甄家社区村、张寨社区村、任家社区村、夏家社区村、大杨社区村、盘河社区村、袁郑社区村、毕寨社区村、崔大社区村、刘庙社区村、肖家社区村、小马家社区村、辛集社区村、曹店社区村、营子社区村、牛角店社区村和高家社区村。